# Kojsó
Kojsó (szlovákul: Kojšov, németül: Koischdorf) község Szlovákiában, a Kassai kerület Gölnicbányai járásában.

## Fekvése
Gölnicbányától 12 km-re délkeletre, a Gölnic és a Hernád között fekszik.

## Története
A falu a 13. század végén, a Jekelfalussy család birtokán keletkezett. Első írásos említése 1368-ból származik „Koys” alakban. Szepes várának tartozéka volt és így előbb a Szapolyai, majd a Thurzó család birtoka. 1375-ben „Koysfalua” néven említik. Neve a szláv Kojslav személynévből alakult ki. Első lakói ruszinok voltak, akik földműveléssel és állattenyésztéssel foglalkoztak. Később megindult a bányászat és a vasérc feldolgozására vashámorok épültek. A kohók kiszolgálására lakói szénégetéssel foglalkoztak. A falu egyre inkább bányásztelepülés arculatát öltötte. 1565-ben már a bányászfalvak között említik. 1787-ben 106 házában 751 lakos élt.
A 18. század végén Vályi András így ír róla: „KOJSÓ. Orosz falu Szepes Várm. földes Ura G. Csáky Uraság, lakosai többnyire ó hitűek, fekszik Gölnitzhez egy mérföldnyire, határja néholy sovány, de más javai vannak, és jó módgya van a’ keresetre.”
1828-ban 129 háza volt 933 lakossal. Határában szenet égettek és vasércet bányásztak.
Fényes Elek 1851-ben kiadott geográfiai szótárában így ír a faluról: „Koissó, Szepes vmegyében, orosz falu, Göllniczhez keletre 1 1/2 órányira: 169 római, 758 gör. kath. lak. Gör. kath. parochia. Fürész- és lisztmalmok. Nagy erdők. Vasbányák. F. u. gr. Csáky.”
A trianoni diktátumig Szepes vármegye Gölnicbányai járásához tartozott.

## Népessége
| Év:            | 1994. | 2004.   | 2014.   | 2024.   |
| -------------- | ----- | ------- | ------- | ------- |
| Emberek száma: | 789   | 749     | 713     | 690     |
| Eltérés:       |       | -5,06 % | -4,80 % | -3,22 % |

| Év:            | 2023. | 2024.   |
| -------------- | ----- | ------- |
| Emberek száma: | 698   | 690     |
| Eltérés:       |       | -1,14 % |

1910-ben 1066, túlnyomórészt szlovák anyanyelvű lakosa volt.
2001-ben 744 lakosából 733 szlovák volt.
2011-ben 736 lakosából 711 szlovák volt.

## Nevezetességei
- Görögkatolikus temploma 1806-ban épült Szent Péter és Szent Pál apostolok tiszteletére.
- Ortodox templom.
- A plébánia épülete a 18. század elején épült.

## Híres emberek
- Itt született 1938. április 30-án Juraj Jakubisko filmrendező.